# Hijas de la luna
Hijas de la luna é uma telenovela mexicana produzida por Nicandro Díaz González para Televisa e foi exibida pelo Las Estrellas de 19 de fevereiro a 10 de junho de 2018, substituindo Me declaro culpable e sendo substituída por La jefa del campeón.
Se trata de uma adaptação da novela colombiana Las Juanas, produzida em 1997.
A trama é protagonizada por Michelle Renaud, Danilo Carrera, Geraldine Galván, Jade Fraser, Lore Graniewicz,  Mario Morán, Jonathan Becerra e Gonzalo Peña; antagonizada por Alexis Ayala, Mariluz Bermúdez e Francisco Gattorno; e tem as atuações estelares de Omar Fierro, Cynthia Klitbo, Eugenia Cauduro, Arcelia Ramírez e Marco Uriel.

## Enredo
Hijas de la luna conta a história de quatro irmãs chamadas Juana Victoria (Michelle Renaud), uma jovem que trabalha em uma pousada e reside na Cidade do México; Juana Soledad (Jade Fraser), uma jovem senhora que é enfermeira registrada; Juana Bárbara (Lore Graniewics), uma lutadora que pratica o boxe; e Juana Ines (Geraldine Galván),  uma freira jovem, as quatro tem 23 anos.
No leito de morte de Rosaura, a mãe de Juana Victoria revela a sua filha que seu pai real é um homem chamado Juan Oropeza (Omar Fierro), hoteleiro de Mazatlán, Sinaloa; Ela vai encontrá-lo e descobre que, além de ter um meio-irmão chamado Sebastian Oropeza (Danilo Carrera), existe a possibilidade de ele ter mais três irmãs. Sebastián e Juana Victoria têm a tarefa de encontrá-los, e é assim que começa uma história cheia de romance, aventuras e encontros inesperados.

## Elenco
- Michelle Renaud - Juana Victoria Ramírez Nieto / Juana Victoria Oropeza Nieto
- Danilo Carrera - Sebastián Oropeza Ruiz / Sebastián Frankfurt Ruiz
- Jade Fraser - Juana Soledad García / Juana Soledad Oropeza García
- Geraldine Galván - Juana Inés Bautista / Juana Inés Oropeza Bautista
- Lore Graniewicz - Juana Bárbara Treviño / Juana Bárbara Oropeza Treviño
- Omar Fierro - Juan Oropeza Delgado
- Alexis Ayala - Darío Iriarte
- Cynthia Klitbo - Leonora Ruiz de Oropeza
- Mario Morán - Mauricio Iriarte San Román
- Mariluz Bermúdez - Estefanía Iriarte San Román
- Eugenia Cauduro - Teresa Pérez
- Arcelia Ramírez - Margarita Treviño
- Marco Uriel - Xavier Oropeza Delgado
- Gonzalo Peña - Fernando Ruiz Melgarejo
- Jonathan Becerra - Octavio Sánchez
- Miguel Martínez - "Egidio "Todoelmundo"
- Jorge Gallegos - Raymundo
- Héctor Ortega - Padre Camilo
- José María Nieto - Edmundo "Mundito"
- Francisco Gattorno - Alberto Centeno Torres
- Isaura Espinoza - Madre superiora
- Maricarmen Vela - Maité
- Alejandra Barros - Rosaura Nieto
- Ricardo Franco - Genaro Roldán
- Bea Ranero - Adela
- Sergio Acosta - Ernesto Cifuentes
- Álvaro Sagone - Ricardo
- Archie Lafranco - Jerome Frankfurt
- Christian Almeyda - Rubén
- Nora Salinas - Esmeralda Landeros
- Harry Geithner - Gustavo "El Divo" Reina
- Mundo Siller - Detetive
- Héctor Cruz - Chofer de Darío
- América Gabriel - Ingrid Montalvo
- Roger Cudney - Michael Coleman
- Catherine Castro - Leonora Ruiz de Oropeza (jovem)
- Alberto R. Ruiz - Juan Oropeza Delgado (jovem)
- Espinoza Paz - Ele mesmo
- Silvia Lomelí - María
- Laureano Brizuela - Ele mesmo
- Jackie Sauza - Investigadora Carla Vásquez
- Mariana "La Barbie" Juárez - Ela mesma
- Fernando Robles - Policial
- La Original Banda El Limón - Eles mesmos
- David Palazuelos - Advogado contratado por Juan
- César Valdivia - Agente

## Produção
- As gravações começaram em 28 de novembro de 2017, na cidade de Mazatlán e Sinaloa.[5]
- Finalizando em 27 de maio de 2018.[6]

## Audiência
| Horário             | # Eps. | Estreia                 | Estreia           | Final               | Final           | Posição | Temporada | Classificação geral |
| Horário             | # Eps. | Data                    | Primeiro capítulo | Data                | Último capítulo | Posição | Temporada | Classificação geral |
| ------------------- | ------ | ----------------------- | ----------------- | ------------------- | --------------- | ------- | --------- | ------------------- |
| Segunda—Sexta 18h30 | 81     | 19 de fevereiro de 2018 | 3.2               | 10 de junho de 2018 | 4.0             | #1      | 2018      | 2.70                |